# لس براون
لسلی کالوین (به انگلیسی: Les Brown) مشهور به لس براون، یک سیاستمدار آمریکایی و سخنران انگیزشی است. در کارنامه کاری خود، تجربهٔ مجری‌گری رادیو و تلویزیون، نویسندگی و عضویت در مجلس نمایندگان اوهایو را دارد. لس براون مجری برنامه گفتگو محور به نام خود بود که از سپتامبر تا نوامبر ۱۹۹۳ پخش می‌شد.